# ایلنیوم
نیکولاس میلر را در استیج بیشتر با نام ایلنیوم می‌شناسند(ILLENIUM)و از دی جی‌ها و موسیقی دانان اهل آمریکا می‌باشد. او چهار آلبوم استودیویی منتشر کرده‌است که آخرین آنها Fallen Embers است که در ژوئیه ۲۰۲۱ منتشر شد. این آلبوم اولین نامزدی گرمی خود را برای ایلینیوم به ارمغان آورد. یکی از برجسته‌ترین آلبوم‌های ایلینیوم، Ascend، در اوت ۲۰۱۹ توسط آسترال‌ورکز منتشر شد. این آلبوم اولین آلبوم ایلینیوم بود که در جدول آلبوم‌های رقص/الکترونیک بیلبورد صدرنشین شد و همچنین به بالاترین اوج خود در بیلبورد ۲۰۰ در رتبه۱۴رسید.

## ابتدای زندگی
میلر در سانفرانسیسکو متولد شد. او فعالیت خودر را در سبک الکترونیک رقص در سال ۲۰۰۸ آغاز کرد. در تابستان ۲۰۱۲ بعد از ملاقات Bassnectar در جریان یک نمایش در Red Rocks میلر اولین آهنگ خود را نواخت.

## موسیقی حرفه‌ای
در سال 2016 Illenium راه اندازی کمپانی ضبط Kasaya ضبط در پشت سر هم با دنبال آبی. در فوریه 15, 2016, Illenium او منتشر شد اولین آلبوم خود خاکستر به عنوان یک دانلود رایگان از طریق Kasaya ضبط و آقای خودکشی گوسفند، برچسب، به دنبال رنگ آبی است. این آلبوم به اوج خود رسید و در شماره ۶ در بیلبورد رقص/الکترونیک آلبوم نمودار و در شماره ۱۹ در بیلبورد بالا Heatseekers نمودار. این آلبوم در دسترس ساخته شده بر روی وینیل در ۲۵ مارس. Illenium بعد سوار بر خاکستر تور است که به نتیجه‌گیری در دسامبر 28. ریمیکس آلبوم منتشر شد و به صورت خاکستر در ۱۶ دسامبر سال ۲۰۱۶ است.

## زندگی شخصی
در سال ۲۰۱۳ او به دنور، کلرادو، که در در حال حاضر در آنجا ساکن است. نقل مکان کرد.

## فعالیت‌های هنرمند

### تمدید پخش
| عنوان                                          | جزئیات                                                                          |
| ---------------------------------------------- | ------------------------------------------------------------------------------- |
| Illenium                                       | - منتشر شد: ۲۰۱۳ - برچسب: دبستان، مدرسه، ضبط - فرمت: دیجیتال، دانلود پخش آنلاین |
| افزایش یافته‌است EP                             | - منتشر شده: ژانویه ۱۲, ۲۰۱۴ - برچسب: Self-منتشر شد - فرمت: دیجیتال دانلود      |
| رنگ سفید (with Cristina Soto and Said The Sky) | - منتشر شد: ژوئیه ۲۱, ۲۰۱۵ - برچسب: Gravitas ضبط - فرمت: دیجیتال دانلود         |

## تک‌آهنگ

### کارهای هنرمند
نماد _ نشان دهنده ضبط شدن در همان مکان است
| عنوان                                                                | سال  | Peak chart positions | Peak chart positions | آلبوم             |
| عنوان                                                                | سال  | US Dance             | US Dance             | آلبوم             |
| عنوان                                                                | سال  | Digital              | Hot                  | آلبوم             |
| -------------------------------------------------------------------- | ---- | -------------------- | -------------------- | ----------------- |
| "Drop Our Hearts, Pt. 2" (with Said The Sky featuring Sirma)         | ۲۰۱۴ | —                    | —                    | Non-album singles |
| "In Your Wake" (featuring Jeza)                                      | ۲۰۱۴ | —                    | —                    | Non-album singles |
| "So Wrong"                                                           | ۲۰۱۴ | —                    | —                    | Non-album singles |
| "Make Me Do"                                                         | ۲۰۱۴ | —                    | —                    | Non-album singles |
| "The Phoenix"                                                        | ۲۰۱۴ | —                    | —                    | Non-album singles |
| "Falling In" (featuring Mimi Page)                                   | ۲۰۱۵ | —                    | —                    | Non-album singles |
| "Spirals" (featuring King Deco)                                      | ۲۰۱۵ | —                    | —                    | خاکستر            |
| "I'll Be Your Reason"                                                | ۲۰۱۵ | —                    | —                    | خاکستر            |
| "Jester"                                                             | ۲۰۱۵ | —                    | —                    | خاکستر            |
| "Afterlife" (featuring Echos)                                        | ۲۰۱۶ | —                    | —                    | خاکستر            |
| "Fortress" (featuring Joni Fatora)                                   | ۲۰۱۶ | —                    | —                    | خاکستر            |
| "Bring Forth the Pressure" (with Dirt Monkey)                        | ۲۰۱۶ | —                    | —                    | خاکستر            |
| "Rush Over Me" (with Said The Sky and Seven Lions featuring HALIENE) | ۲۰۱۶ | 35                   | 50                   | Non-album singles |
| "Fractures" (featuring Nevve)                                        | ۲۰۱۷ | —                    | —                    | Non-album singles |
| "Feel Good" (with Gryffin featuring Daya)                            | ۲۰۱۷ | —                    | —                    | Non-album singles |